# Aldabra
Nota: Não confundir com aldraba.
O atol elevado de Aldabra, no sul do arquipélago das Seicheles a 1150 km a sudoeste de Mahé, no Oceano Índico ocidental (9º 25' S, 46º 25' E), pode ser considerado uma das poucas maravilhas naturais do mundo em bom estado de conservação e foi inscrito pela UNESCO em 1982 na lista dos locais que são Patrimônio Mundial.
Este atol elevado foi declarado reserva integral a 17 de Fevereiro de 1976, poucos meses antes da independência deste país. É  o maior atol do mundo, formado por quatro ilhas em anel, com 34 km de comprimento, uma largura máxima de 14.5 km, fechando uma lagoa com uma área de 155 km², cuja água é mudada pelas marés duas vezes por dia, propiciando uma grande diversidade de vida marinha.